# Cantores Minores (Warsaw)

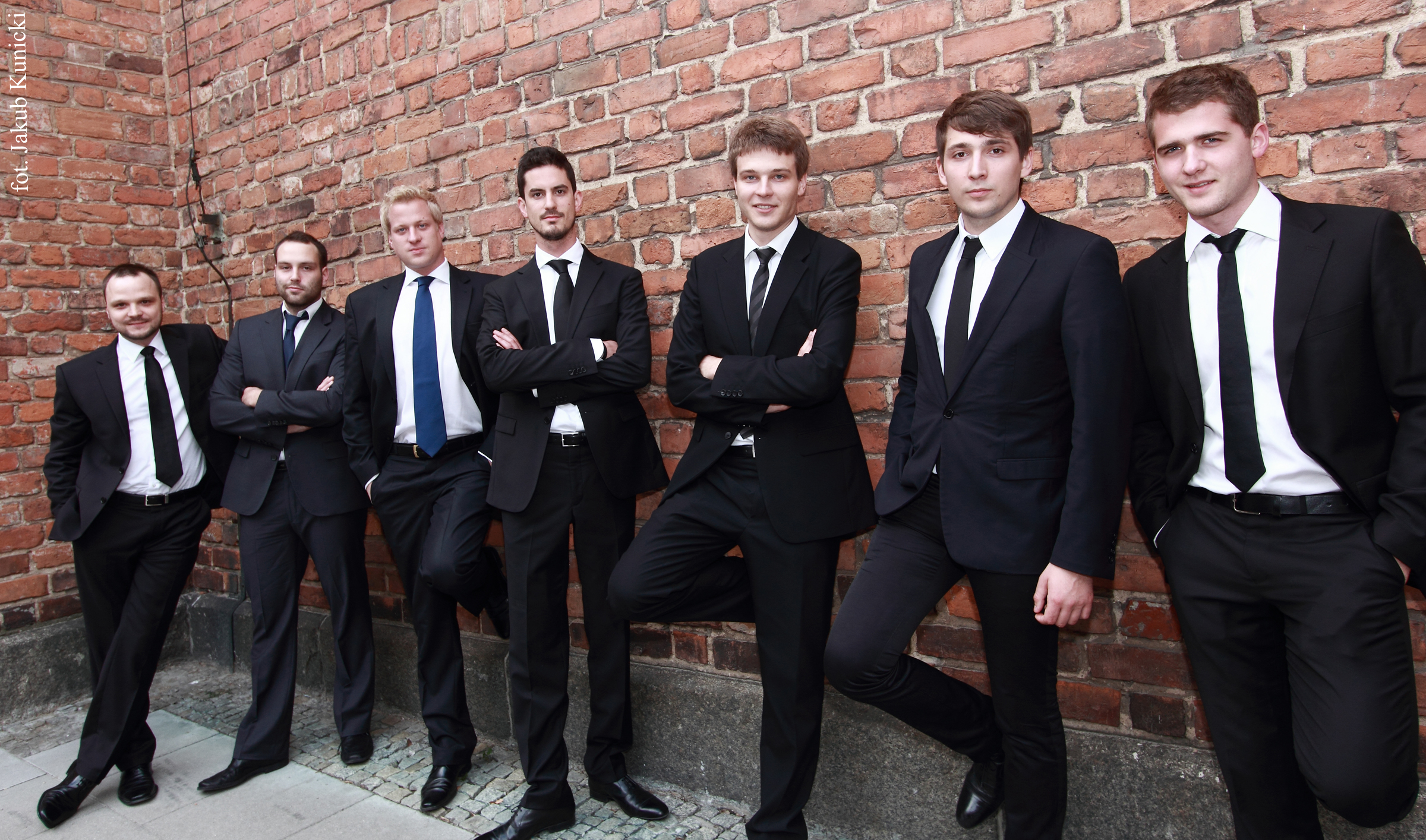
Cantores Minores (2016)

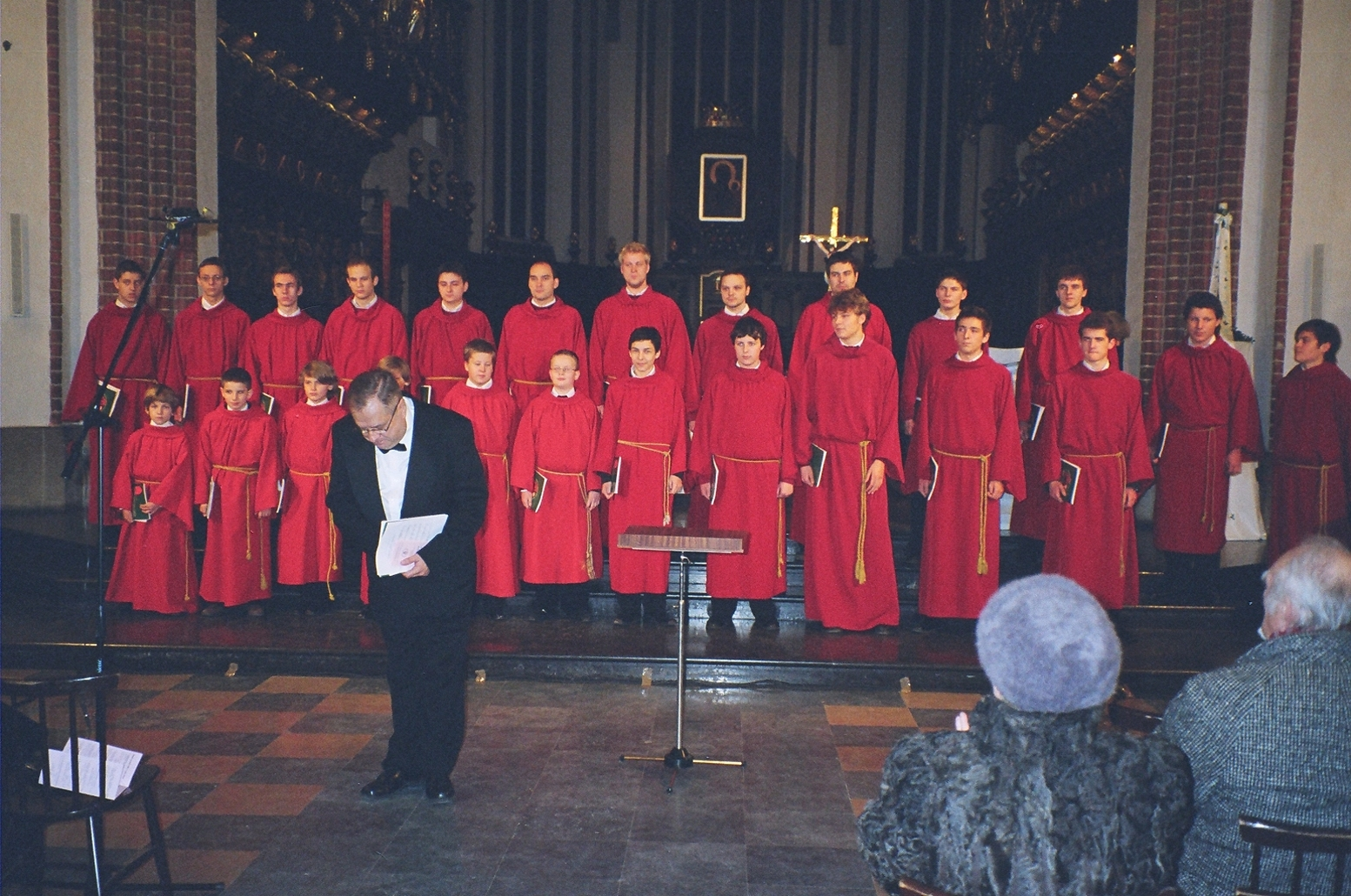
Cantores Minores (2007)

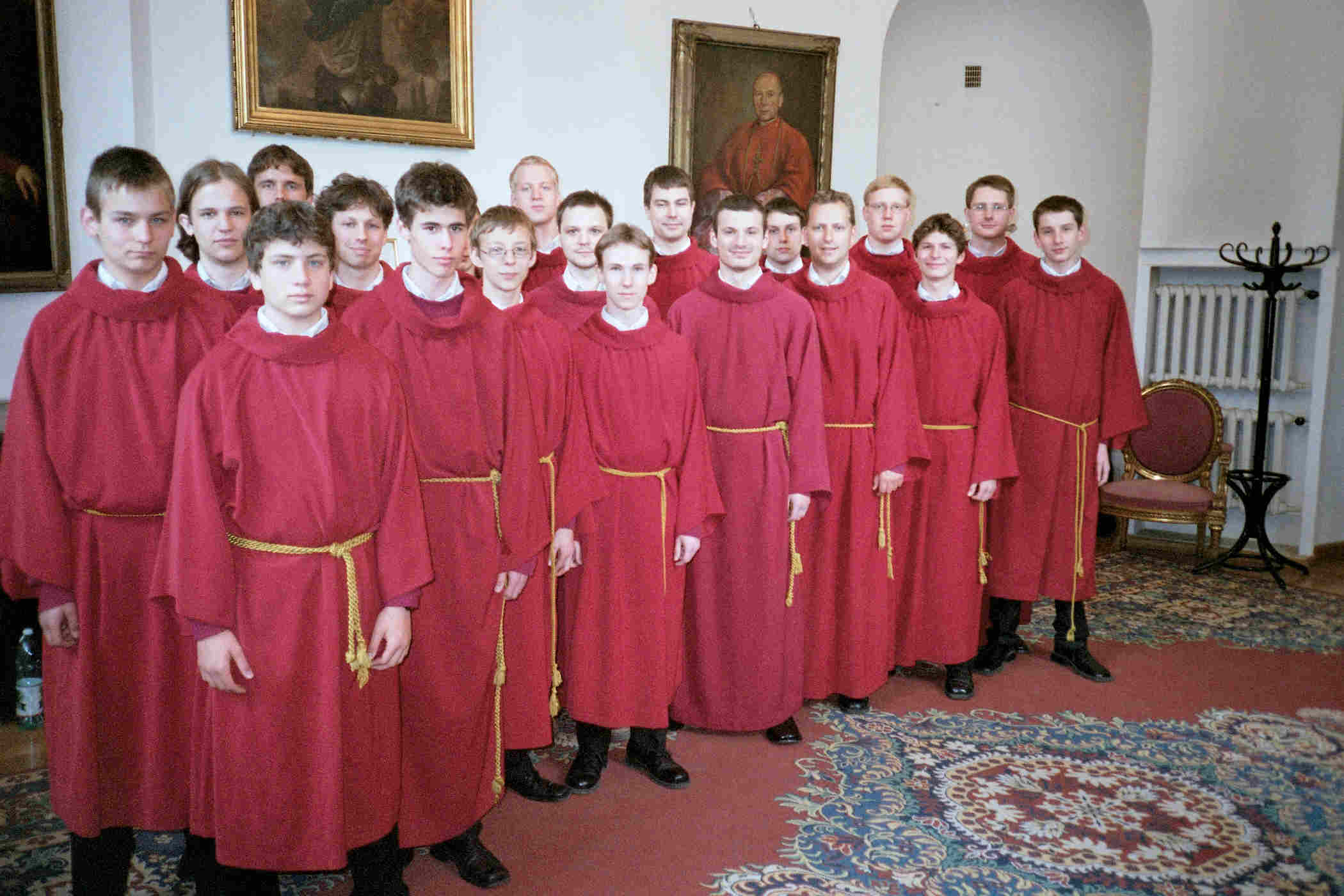
Cantores Minores (2004)

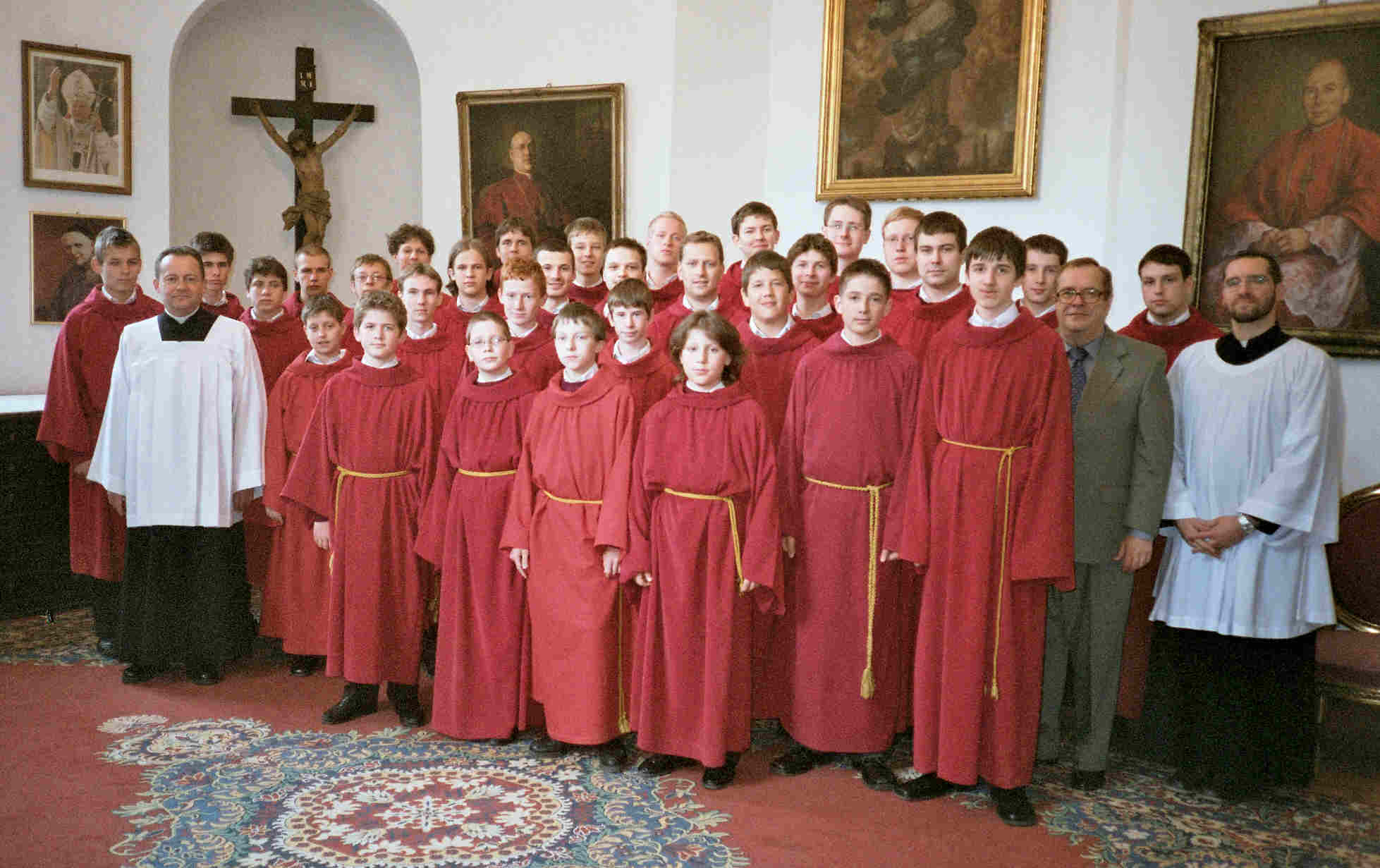
Cantores Minores (2004)

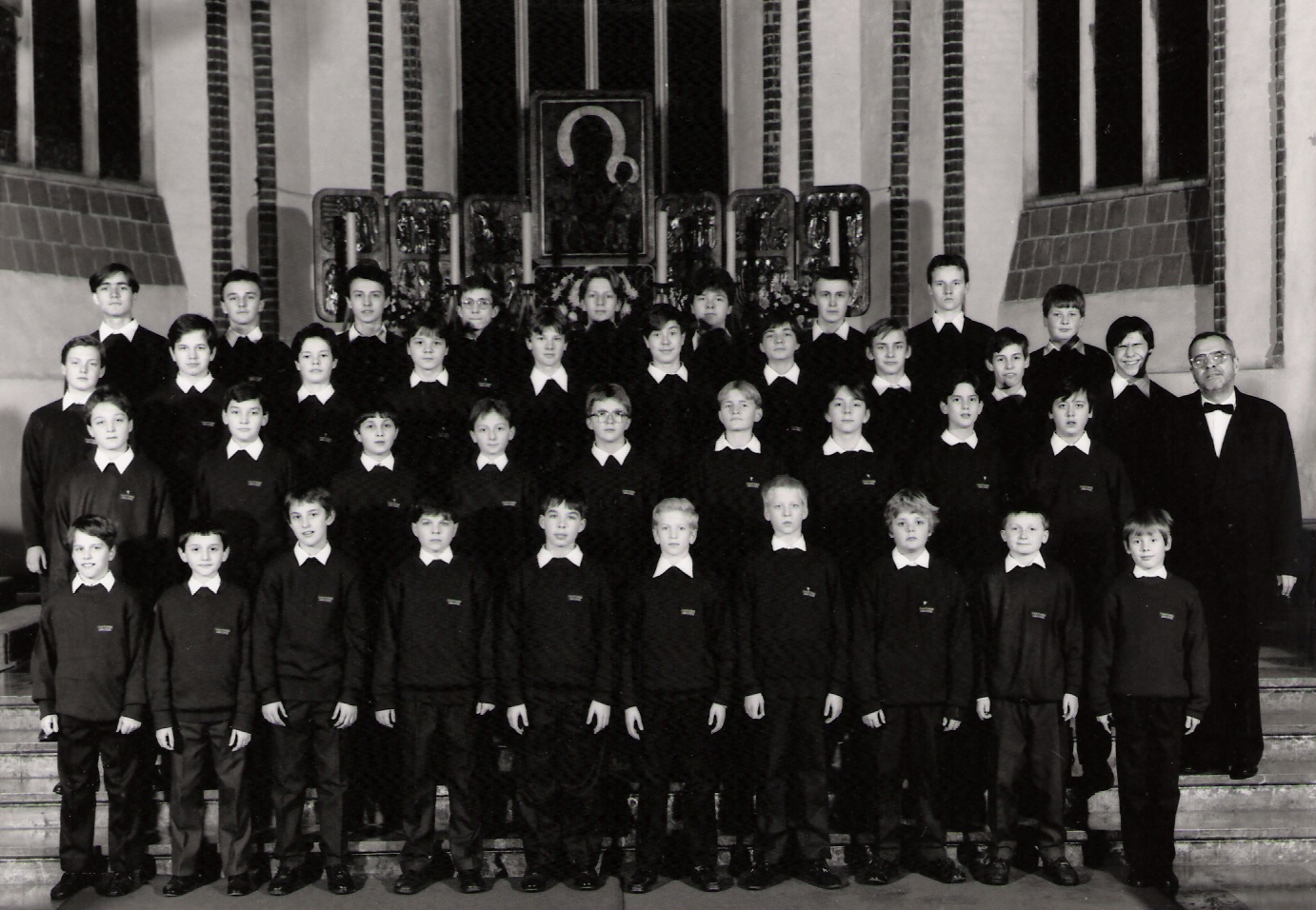
Cantores Minores (1993)

 Cantores Minores là một dàn hợp xướng nam của Ba Lan được thành lập vào năm 1990 và liên kết với Nhà thờ Thánh John ở Warsaw. 

## Lịch sử
Cantores Minores được thành lập vào năm 1990 bởi Joseph A. Herter, với sự giúp đỡ của Ryszard Gieros và Alfred Stefankiewicz. Ngay từ khi mới bắt đầu, dàn hợp xướng đã được liên kết với Nhà thờ Thánh John ở Warsaw. Năm 2016, Ryszard Gieros được thay thế bởi Henryk Grocholski, Gieros là một thành viên lâu năm của dàn hợp xướng, với tư cách là Chủ tịch Hội đồng hợp xướng Cantores Minores. Một thành viên lâu năm khác của dàn hợp xướng, Franciszek Kubicki, đã đảm nhiệm chức vụ nhạc trưởng, với Jakub Szafrański làm trợ lý. Joseph Herter đã nhận được danh hiệu 'Nhạc trưởng danh dự - Người sáng lập Cantores Minores' và Ryszard Gieros - 'Chủ tịch danh dự của Hội đồng quản trị - Người sáng lập Cantores Minores'.

## Tiết mục
Dàn hợp xướng có các tiết mục bao gồm thánh ca Gregorian, một tiết mục cappella linh thiêng (cho các bài hát Mùa Chay và Mùa Vọng, bài hát mừng Giáng sinh), các tác phẩm linh thiêng với phần đệm của organ và các nhạc cụ khác, cũng như các bài hát yêu nước và phổ biến.
Dàn hợp xướng hát lúc 11:00 là Thánh lễ tại Nhà thờ Thánh John mỗi Chủ nhật thứ tư trong tháng cũng như trong các ngày lễ lớn của nhà thờ. Họ cũng biểu diễn tại các nghi lễ tôn giáo ở các nhà thờ khác, cũng như tại các sự kiện văn hóa khác nhau.

## Thành tựu và sự kiện quan trọng
Ngoài việc hát trong lễ kỷ niệm Thánh lễ Chúa nhật, dàn hợp xướng đã biểu diễn với nhiều dàn nhạc giao hưởng Ba Lan, bao gồm Warsaw Philharmonic và Sinfonia Varsovia, cũng như với các dàn nhạc nước ngoài như Học viện Luân Đôn Mozarteum, Orchester des Pay de la Symphoniker sông và Berliner. Các tour du lịch nước ngoài đã đưa dàn hợp xướng đến hơn 20 quốc gia ở Châu Âu và Hoa Kỳ.
Họ đã giành được nhiều giải thưởng tại các cuộc thi hợp xướng quốc tế, bao gồm những giải thưởng ở Lecco, Ý (1997), Moscow (2000), Prague (2002, 2003, 2004), Międzyzdroje, Ba Lan (2004) và Warsaw (2013, 2015, 2016). Vào mùa thu năm 2016, họ đã giành giải nhất tại Liên hoan quốc tế Varsovia Cantat lần thứ 12 (trong hạng mục hợp xướng thính phòng).
Những điểm nổi bật trong các hoạt động của dàn hợp xướng là bao gồm một buổi hòa nhạc tại Sala Nervi của Vatican được truyền hình bởi Rai Uno và được truyền hình trực tiếp bởi Eurovision (2000), và một buổi hòa nhạc tại Strasbourg để đánh dấu Ngày Đối thoại văn hóa châu Âu, được đài truyền hình Pháp chiếu Mezzo ở gần 40 quốc gia (2008). Năm 2012, sáu thành viên của dàn hợp xướng đã được mời biểu diễn cùng nhạc sĩ nhạc jazz nổi tiếng quốc tế Bobby McFerrin tại Warsaw.

## Những tổ chức chuyên nghiệp
Cantores Minores là một thành viên của Liên đoàn hợp xướng và dàn nhạc Ba Lan và thuộc chi nhánh Pueri Cantores của Ba Lan, đây là một liên đoàn mang tầm quốc tế gồm các ca đoàn nhà thờ ban đầu được thành lập cho những cậu bé và nam trưởng thành.